# George Digby (2e comte de Bristol)
Pour les articles homonymes, voir George Digby.
George Digby (baptisé le 5 novembre 1612, Madrid – 20 mars 1677), 2e comte de Bristol, est un homme politique anglais.

## Biographie
Il est le plus âgé des fils connus de John Digby (1580-1653), 1er comte de Bristol, ambassadeur anglais en Espagne, et de sa femme Beatrice ou Beatrix Walcot (1574?-1658).
Il a d'abord figuré parmi les adversaires de Charles Ier d'Angleterre. Attaqué par ceux de son parti pour avoir refusé de voter le bill d'attainder, il passe dans le parti opposé et devient un des royalistes les plus fougueux. Il porte une funeste atteinte à la cause royale, qu'il croyait servir, en conseillant à Charles Ier l'arrestation de six membres du Parlement accusés de haute trahison. Après avoir porté les armes pour la défense de Charles Ier, il appuie, sous son successeur, le projet de rétablir la religion catholique et se rend par là si odieux qu'il est obligé de prendre la fuite.

## Source
1. 1 2  Ronald Hutton, « Digby, George, second earl of Bristol (1612–1677) », Oxford Dictionary of National Biography, Oxford University Press, 2004 ; édition en ligne, mai 2009.

Cet article comprend des extraits du Dictionnaire Bouillet. Il est possible de supprimer cette indication, si le texte reflète le savoir actuel sur ce thème, si les sources sont citées, s'il satisfait aux exigences linguistiques actuelles et s'il ne contient pas de propos qui vont à l'encontre des règles de neutralité de Wikipédia.